# Конечная группа

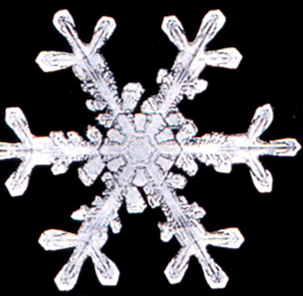
Симметрия снежинки связана с группой поворотов на угол, кратный 60°

Конечная группа в общей алгебре — группа, содержащая конечное число элементов (это число называется её «порядком»). Далее группа предполагается мультипликативной, то есть операция в ней обозначается как умножение; аддитивные группы с операцией сложения оговариваются особо. Единицу мультипликативной группы будем обозначать символом 1. Порядок группы {\displaystyle G} принято обозначать {\displaystyle |G|.}
Конечные группы широко используются как в математике, так и в других науках: криптография, кристаллография, атомная физика, теория орнаментов и др. Конечные группы преобразований тесно связаны с симметрией исследуемых объектов.

## Примеры
- Аддитивная группа {\displaystyle \mathbb {Z} _{n}=\mathbb {Z} /n\mathbb {Z} } классов вычетов по модулю {\displaystyle n} .
- Мультипликативная группа корней {\displaystyle n}-й степени из единицы, изоморфная предыдущей группе.
- Приведённая система вычетов по модулю {\displaystyle m} : {\displaystyle \mathbb {Z} _{m}^{\times }=U(\mathbb {Z} _{m}),} порядок которой равен {\displaystyle \varphi (m)} (функция Эйлера).
- Некоммутативная группа из 8 кватернионных единиц: {\displaystyle Q_{8}=\left\{\pm 1,\pm i,\pm j,\pm k\right\};} см. Группа кватернионов.
- Симметрическая группа (группа подстановок или перестановок {\displaystyle n} элементов) {\displaystyle S_{n}} . Её порядок равен {\displaystyle n!} и при {\displaystyle n>2} она некоммутативна.
- Четверная группа Клейна {\displaystyle \mathbb {Z} _{2}\times \mathbb {Z} _{2}=D_{2}} .
- Группа Галуа конечного расширения поля, причём порядок группы равен степени расширения. Например, для расширения поля вещественных чисел до поля всех комплексных чисел группа Галуа содержит 2 элемента: единицу (тождественное отображение) и комплексное сопряжение.

## Свойства и связанные определения
Теорема Кэли: таблица умножения элементов конечной группы образует латинский квадрат.
Порядок элемента g конечной группы G определяется как минимальное натуральное число m такое, что {\displaystyle g^{m}=1}. Порядок определён для каждого элемента конечной группы.
Теорема Лагранжа: порядок любой подгруппы конечной группы является делителем порядка группы.
- Следствие 1: порядок любого элемента конечной группы — делитель порядка группы.
- Следствие 2: любой элемент g конечной группы порядка n удовлетворяет соотношению: {\displaystyle g^{n}=1.} В теории чисел для приведённой системы вычетов эта формула даёт важную теорему Эйлера.
- Следствие 3: элемент g конечной группы удовлетворяет соотношению: {\displaystyle g^{m}=1} тогда и только тогда, когда число {\displaystyle m} кратно порядку {\displaystyle g.}
- Следствие 4: пусть порядок элемента g конечной группы равен {\displaystyle m.} Две степени этого элемента равны: {\displaystyle g^{i}=g^{k}} тогда и только тогда, когда показатели степеней сравнимы по модулю {\displaystyle m:}

{\displaystyle i\equiv k{\pmod {m}}}
Частное от деления порядка конечной группы {\displaystyle G} на порядок её подгруппы {\displaystyle H} называется индексом этой подгруппы и обозначается {\displaystyle G:H}. Например, в вышеприведенной группе кватернионных единиц (порядка 8) есть подгруппа {\displaystyle \{1;-1\}} порядка 2 и индекса 4, а также подгруппа {\displaystyle \{1;-1;i;-i\}} порядка 4 и индекса 2.
Теорема Коши (1815 год): любая группа, порядок которой делится на простое число {\displaystyle p}, имеет элемент порядка {\displaystyle p}.
Если всякому делителю {\displaystyle k} порядка группы соответствует подгруппа порядка {\displaystyle k}, то группа называется лагранжевой. Не всякая группа лагранжева — например, порядок группы вращений додекаэдра равен 60, но подгрупп порядка 15 у неё нет. Достаточные условия существования подгруппы заданного порядка (при некоторых дополнительных предположениях) устанавливают теоремы Силова. Примером лагранжевой группы является симметрическая группа {\displaystyle S_{4}}.

## Смежные классы и факторгруппа
Пусть H — подгруппа порядка m в конечной группе G порядка n. Будем считать элементы {\displaystyle g,g'\in G} эквивалентными по подгруппе H, если существует {\displaystyle h\in H} такое, что {\displaystyle g=g'h.} Легко проверить, что это отношение эквивалентности в группе G. Оно разбивает группу на непересекающиеся классы эквивалентности, называемыми (левыми) смежными классами, все они содержат по m элементов, число классов равно индексу подгруппы. Каждый элемент {\displaystyle g\in G} входит в смежный класс {\displaystyle {\bar {g}}=gH}, образованный всевозможными произведениями g на элементы подгруппы H.
Если подгруппа H является нормальным делителем, то можно перенести групповую операцию на множество смежных классов, определив:
{\displaystyle (g_{1}H)(g_{2}H)=(g_{1}g_{2})H}
Результат такой операции не зависит от выбора представителей {\displaystyle g_{1}g_{2}} и превращает множество смежных классов в группу, называемую факторгруппой. Она обозначается {\displaystyle G/H}. Порядок факторгруппы равен индексу соответствующей подгруппы.

## Классификация

### Число различных групп данного порядка
| порядок | число групп | коммутативных | некоммутативных |
| ------- | ----------- | ------------- | --------------- |
| 0       | 0           | 0             | 0               |
| 1       | 1           | 1             | 0               |
| 2       | 1           | 1             | 0               |
| 3       | 1           | 1             | 0               |
| 4       | 2           | 2             | 0               |
| 5       | 1           | 1             | 0               |
| 6       | 2           | 1             | 1               |
| 7       | 1           | 1             | 0               |
| 8       | 5           | 3             | 2               |
| 9       | 2           | 2             | 0               |
| 10      | 2           | 1             | 1               |
| 11      | 1           | 1             | 0               |
| 12      | 5           | 2             | 3               |
| 13      | 1           | 1             | 0               |
| 14      | 2           | 1             | 1               |
| 15      | 1           | 1             | 0               |
| 16      | 14          | 5             | 9               |
| 17      | 1           | 1             | 0               |
| 18      | 5           | 2             | 3               |
| 19      | 1           | 1             | 0               |
| 20      | 5           | 2             | 3               |
| 21      | 2           | 1             | 1               |
| 22      | 2           | 1             | 1               |
| 23      | 1           | 1             | 0               |
| 24      | 15          | 3             | 12              |
| 25      | 2           | 2             | 0               |
| 26      | 2           | 1             | 1               |
| 27      | 5           | 3             | 2               |
| 28      | 4           | 2             | 2               |
| 29      | 1           | 1             | 0               |
| 30      | 4           | 1             | 3               |

### Конечные циклические группы
Наиболее простую структуру имеют конечные циклические группы, все элементы которых можно представить как последовательные степени некоторого фиксированного элемента {\displaystyle a:}
{\displaystyle 1,a,a^{2},a^{3}\dots a^{n-1}\ } (n — порядок группы).
Элемент a называется образующим (или первообразным) для данной группы, а сама группа, порождённая {\displaystyle a,} обозначается {\displaystyle \langle a\rangle .}
В качестве образующего элемента для группы {\displaystyle \langle a\rangle } могут выступать не только элемент {\displaystyle a,} но и те его степени {\displaystyle a^{k},} показатель {\displaystyle k} которых взаимно прост с порядком группы. Количество таких образующих элементов для группы порядка n равно {\displaystyle \varphi (n)} (функция Эйлера). Пример: группа комплексных корней из единицы по умножению.
Любая конечная циклическая группа порядка {\displaystyle n} изоморфна аддитивной группе классов вычетов {\displaystyle \mathbb {Z} _{n}}.
Этот класс изоморфных групп обычно обозначается {\displaystyle C_{n}}.
Отсюда вытекает, что, 
- с точностью до изоморфизма, существует только одна конечная циклическая группа данного порядка.
- циклические группы всегда коммутативны (абелевы) и лагранжевы.
- циклическая группа имеет нетривиальные подгруппы тогда и только тогда, когда её порядок является составным числом.
- любая подгруппа циклической группы тоже циклична. Циклической будет и всякая факторгруппа циклической группы G/H. Количество различных подгрупп у циклической группы порядка {\displaystyle n} равно количеству (положительных) делителей числа {\displaystyle n.}

Степени любого элемента {\displaystyle a} произвольной конечной группы {\displaystyle G} образуют циклическую подгруппу {\displaystyle H}, порождённую {\displaystyle a} (для единицы это будет тривиальная подгруппа, состоящую только из самой единицы). Эта подгруппа содержится в любой другой подгруппе {\displaystyle G,} содержащей элемент {\displaystyle a.} Порядок {\displaystyle H} равен порядку порождающего элемента {\displaystyle a.} Следствие: группа порядка {\displaystyle n} является циклической тогда и только тогда, когда в ней существует элемент того же порядка {\displaystyle n.}
Все группы, у которых порядок меньше 4 — циклические, поэтому для них не существует двух неизоморфных групп одного и того же порядка. Группа порядка 1 (тривиальная группа) содержит только единицу. Группа порядка 2 состоит из элементов {\displaystyle \{1,a\}} (причём {\displaystyle a^{2}=1}); в планиметрии такова, например, группа преобразований из единицы (тождественного преобразования) и зеркального отражения относительно фиксированной прямой. Группа порядка 3 содержит элементы {\displaystyle \{1,a,a^{2}\}.}
Не всякая коммутативная конечная группа является циклической. Простейший контрпример: четверная группа Клейна.

### Группы с простым порядком (p-группы)
Пусть порядок группы — простое число p, тогда имеют место следующие свойства.
- Группа является циклической.
- Группа коммутативна (абелева) и нильпотентна.
- Все группы одного и того же порядка p изоморфны друг другу.

Более общим и более сложным является случай, когда порядок группы — степень простого числа; такие группы принято называть p-группами.

### Простые группы
Конечная группа называется простой, если все её нормальные подгруппы тривиальны (то есть совпадают либо с единичной подгруппой, либо со всей группой). См. их общую классификацию.

### Коммутативные (абелевы) группы
Основная теорема (Фробениус): всякая коммутативная конечная группа может быть представлена как прямая сумма p-групп. Это следствие общей теоремы о структуре конечнопорождённых абелевых групп для случая, когда группа не имеет элементов бесконечного порядка.

## История
Первые исследования конечных групп появились задолго до появления этого термина, и касались они конкретных представителей данной структуры. Впервые такая потребность возникла при исследовании алгебраических уравнений на разрешимость в радикалах, для чего Лаrpанж, Руффини и Абель глубоко исследовали группы подстановок корней многочленов. В 1771 году Лагранж открыл для циклических групп подстановок теорему, названную его именем и имеющую вполне общий характер. Абель существенно дополнил достижения Лагранжа, а поскольку он выяснил роль коммутативных групп подстановок в данной проблеме, такие группы с тех пор называют абелевыми. В 1815 году Коши доказал, что всякая группа, порядок которой делится на простое число p, обладает элементом порядка p. Доказательство имело общий характер, хотя Коши тоже ограничился группой подстановок.
Вторым объектом для будущей теории стали аддитивные группы вычетов. Простейшая нетривиальная группа из двух элементов рассматривалась ещё Лейбницем, а содержательную теорию этой структуры для произвольного модуля дали Эйлер и Гаусс.
Термин «группа» впервые появился в работах Галуа, тоже изучавшего группы подстановок, однако определение было дано в достаточно общем виде. Галуа также ввёл фундаментальные понятия нормальной подгруппы, факторгруппы, разрешимой группы.
В 1854 году Кэли дал первое абстрактное определение группы. В работе 1878 года он доказал ключевую теорему о представлении произвольной конечной группы подстановками. В 1872 году норвежский математик Силов получил свои знаменитые результаты о максимальных p-подгруппах, остающиеся фундаментом теории конечных групп и в наши дни.
Значительный вклад в теорию абстрактных конечных групп внес также Фробениус, благодаря которому были полностью описаны конечные абелевы группы и создана теория их матричных представлений. К концу XIX века конечные группы с успехом применялись как в математике, так и в естественных науках (например, в кристаллографии). В начале XX века труды Эмми Нётер и Артина заложили основы современной теории групп.